# Saison 1962-1963 de l'ASM Oran
Pour un article plus général, voir ASM Oran.
Chronologie
Saison suivante
La saison 1962-1963 de l'ASM Oran est la 1re saison du club en première division du championnat d'Algérie depuis l'indépendance de l'Algérie. Les matchs se déroulent dans le championnat d'Algérie et en Coupe d'Algérie.

## Compétitions

### Championnat

#### Rencontres
| Date                      | J           | Adversaire       | Lieu | Résultat | Buteurs pour l'ASMO | Références                                                        |
| MATCHES ALLER             |             |                  |      |          |                     |                                                                   |
| 7 octobre 1962            | 1re journée | JS Ain El Turck  | dom. | 8 - 0    |                     | la voix de l'oranie numéro 190 du jeudi 13 juillet 2000 page 21 . |
| 14 octobre 1962           | 2e journée  | JS Sidi l'houari | ext. | -        |                     |                                                                   |
| 28 octobre 1962           | 3e journée  | CC Oran          | dom. | -        |                     |                                                                   |
| 11 novembre 1962          | 4e journée  | FC Oran          | ext. | -        |                     |                                                                   |
| 18 novembre 1962          | 5e journée  | SC Lourmet       | dom. | -        |                     |                                                                   |
| 2 décembre 1962           | 6e journée  | US Arzew         | ext. | -        |                     |                                                                   |
| 9 décembre 1962           | 7e journée  | JS Tlélet        | dom. | -        |                     |                                                                   |
| dimanche 30 décembre 1962 | 8e journée  | MC Oran          | ext. | 0 - 1    | Bendida 57e         | la voix de l'oranie numero 190 du jeudi 13 juillet 2000 page 21 . |
| MATCHS RETOUR             |             |                  |      |          |                     |                                                                   |
| 20 janvier 1963           | 9e journée  | JS Ain El Turck  | ext. | -        |                     |                                                                   |
| 17 février 1963           | 10e journée | JS Sidi l'houari | dom. | -        |                     |                                                                   |
| 24 février 1963           | 11e journée | CC Oran          | ext. | -        |                     |                                                                   |
| 10 mars 1963              | 12e journée | FC Oran          | dom. | -        |                     |                                                                   |
| 17 mars 1963              | 13e journée | SC Lourmet       | ext. | -        |                     |                                                                   |
| 24 mars 1963              | 14e journée | US Arzew         | dom. | -        |                     |                                                                   |
| 7 avril 1963              | 15e journée | JS Tlélet        | ext. | -        |                     |                                                                   |
| 14 avril 1963             | 16e journée | MC Oran          | dom. | 1 - 3    | Moussa              | la voix de l'oranie numero 190 du jeudi 13 juillet 2000 page 21 . |

#### Classement final
Le classement est établi sur le barème de points suivant : une victoire vaut 3 points, un match nul 2 points et une défaite 1 point.
| Rang | Équipe               | Pts | J  | G | N | P | Bp | Bc | GA |
| ---- | -------------------- | --- | -- | - | - | - | -- | -- | -- |
| 1    | MC Oran              |     | 16 |   |   |   |    |    |    |
| 2    | ASM Oran             |     | 16 |   |   |   |    |    |    |
| 3    | JS Sidi L'Houari     |     | 16 |   |   |   |    |    |    |
| 4    | JS Ain El-Turk       |     | 16 |   |   |   |    |    |    |
| 5    | CC Oran              |     | 16 |   |   |   |    |    |    |
| 6    | FC Oran              |     | 16 |   |   |   |    |    |    |
| 7    | SC Lourmel(El Amria) |     | 16 |   |   |   |    |    |    |
| 8    | US Arzew             |     | 16 |   |   |   |    |    |    |
| 9    | JS Tlelat            |     | 16 |   |   |   |    |    |    |

### Coupe d'Algérie

#### Rencontres; les résultats des tours régionaux de l' ouest  introuvable pour la saison 1962-1963.
| Date             | Tour     | Adversaire       | Stade (ville) | Résultat | Buteurs pour l'ASMO |
| 21 octobre 1962  | 1er tour | Saint Claudienne | Oran          | 7-0      |                     |
| 3 novembre 1962  | 2e tour  |                  | -             | -        |                     |
| 25 novembre 1962 | 3e tour  |                  | -             | -        |                     |
| 16 décembre 1962 | 4e tour  |                  | -             | -        |                     |